# Jack Haig (Radsportler)
Jack Haig (* 6. September 1993 in Southport, Queensland) ist ein australischer Radrennfahrer.

## Karriere
Haig startete zunächst im Bereich Mountainbike. Hier belegte er 2012 bei der Tour of Bright den vierten Gesamtrang und gewann noch zwei Etappen. Im Jahr darauf wurde Haig Australischer Meister U23 im Cross-Country. Im selben Jahr gewann er auch die Tasmanien-Rundfahrt. Nach dem Wechsel zu Avanti konnte bei der Tour Down Under einen beachtlichen 17. Platz in der Gesamtwertung erzielen und den Gewinn der Nachwuchswertung. Bei der Herald Sun Tour gewann er die Nachwuchswertung und belegte den dritten Gesamtplatz. Bei der Tour Alsace gewann er auch die Nachwuchswertung und wurde Zweiter hinter Karel Hnik.
2016 wechselte Haig zum UCI WorldTeam Orica GreenEdge. In seinem ersten Jahr gewann er die Punktewertung  der Slowenien-Rundfahrt und wurde Zweiter in der Gesamtwertung. Mit der Vuelta a España 2016 startete er bei seiner ersten Grand Tour, die er auf dem 117. Gesamtrang beendete und in den Diensten seines Teamkollegen Esteban Chaves bestritt. 2017 konnte auf der 6. Etappe der Polen-Rundfahrt seinen ersten internationalen Sieg erzielen. Bei der erneuten Teilnahme an der Vuelta a España wurde er 21., ehe er als bester Fahrer seiner Mannschaft den neunten Platz beim Giro dell’Emilia belegte. Im Jahr 2018 bestritt er sowohl den Giro d’Italia als auch die Vuelta a España, die er auf den Plätzen 36 und 19 beendete, wobei er sich beide Male in die Dienste von Simon Yates stellte, der die letztgenannte Rundfahrt gewann. Dazwischen ging er als Kapitän bei der Tour of Utah an den Start, wo er den dritten Gesamtrang belegte. Am Ende der Saison wurde er als bester Australier 19. bei den UCI-Straßen-Weltmeisterschaften in Innsbruck.
2019 wurde er hinter Egan Bernal, Nairo Quintana und Michał Kwiatkowski, Vierter bei Paris–Nizza und verpasste das Podium nur um 18 Sekunden. Bei seiner ersten Teilnahme an der Tour de France belegte er Platz 38 und gewann im Anschluss mit seinen Teamkollegen das Mannschaftszeitfahren bei der Czech Cycling Tour. Außerdem wurde er jeweils Dritter der Bretagne Classic Ouest-France und des Gran Premio Beghelli und belegte bei der Lombardei-Rundfahrt den 6. Rang. 2020 wurde er jeweils Zweiter bei der Valencia-Rundfahrt und Andalusien-Rundfahrt, wobei er in Andalusien auch die 4. Etappe gewann. Bei Tirreno–Adriatico fuhr er erneut in die Top 10 einer UCI-WorldTour-Rundfahrt, ehe er den Giro d’Italia 2020 nach der 9. Etappe beenden musste.
2021 wechselte Haig zum Team Bahrain Victorious. In seiner ersten Saison wurde er Fünfter beim Critérium du Dauphiné und jeweils Siebter bei Paris–Nizza und der Tour de La Provence. Bei der Tour de France 2021 stürzte Haig auf der 3. Etappe und musste das Rennen vorzeitig aufgeben. Nach seiner Genesung ging er bei der Vuelta a España 2021 an den Start, die er hinter Primož Roglič und Enric Mas auf dem dritten Gesamtrang beendete.
Nachdem er im Jahr 2022 bei der Andalusien-Rundfahrt, Paris–Nizza und dem Critérium du Dauphiné in die Top 10 gefahren und 11. bei Lüttich–Bastogne–Lüttich geworden war, startete er bei der Tour de France 2022, die er jedoch erneut wegen eines Sturzes auf der 5. Etappe beenden musste. Im Jahr 2023 wurde Jack Haig 19. des Giro d’Italia und 28. der Tour de France.

## Erfolge
2014
- Nachwuchswertung Tour Down Under
- Nachwuchswertung Herald Sun Tour
- Nachwuchswertung Tour Alsace

2016
- Punktewertung Slowenien-Rundfahrt

2017
- eine Etappe Polen-Rundfahrt

2019
- Mannschaftszeitfahren Czech Cycling Tour

2020
- eine Etappe Andalusien-Rundfahrt

## Wichtige Platzierungen
| Grand Tour            | 2016 | 2017 | 2018 | 2019 | 2020 | 2021 | 2022 | 2023 | 2024 | 2025 |
| --------------------- | ---- | ---- | ---- | ---- | ---- | ---- | ---- | ---- | ---- | ---- |
| Giro d’ItaliaGiro     | –    | –    | 36   | –    | DNF  | –    | –    | 19   | –    | –    |
| Tour de FranceTour    | –    | –    | –    | 38   | –    | DNF  | DNF  | 28   | 31   | DNF  |
| Vuelta a EspañaVuelta | 117  | 21   | 19   | –    | –    | 3    | –    | –    | 22   |      |

| Monument                 | 2016 | 2017 | 2018 | 2019 | 2020 | 2021 | 2022 | 2023 | 2024 |
| ------------------------ | ---- | ---- | ---- | ---- | ---- | ---- | ---- | ---- | ---- |
| Mailand–Sanremo          | –    | –    | –    | –    | –    | –    | –    | –    | –    |
| Flandern-Rundfahrt       | DNF  | –    | –    | –    | –    | –    | –    | –    | –    |
| Paris–Roubaix            | –    | –    | –    | –    | –    | –    | –    | –    | –    |
| Lüttich–Bastogne–Lüttich | DNF  | –    | 14   | –    | –    | 17   | 11   | –    | –    |
| Lombardei-Rundfahrt      | DNF  | 24   | DNF  | 6    | –    | –    | –    | –    |      |